# Lasioglossum athabascense
Lasioglossum athabascense is een vliesvleugelig insect uit de familie Halictidae. De wetenschappelijke naam van de soort is voor het eerst geldig gepubliceerd in 1933 door Sandhouse.